# Glen Johnson
För andra betydelser, se Glen Johnson (olika betydelser).
Glen McLeod Cooper Johnson, född 23 augusti 1984 i Dartford, London, är en engelsk före detta fotbollsspelare (försvarare).

## Karriär
Efter att ha spelat tre säsonger i Portsmouth FC offentliggjorde Liverpool den 22 juni 2009 på sin officiella hemsida att man kommit överens med både Portsmouth och Johnson om en övergång. Liverpool tros betala ungefär 17 miljoner pund för Johnson vilket gör honom till den dyraste backen i klubbens historia. Han gjorde sitt första mål för klubben i sin första hemmamatch, den 19 augusti i en match där Liverpool besegrade Stoke med 4-0.
Johnson har spelat för det engelska landslaget sedan 2003. Han har även spelat i Chelsea FC, men trots en lyckad säsong 2003/04 fick han stå tillbaka för Paulo Ferreira och valde efter ett par år att lämna klubben. Chelseas försökte få tillbaka Johnson till klubben 2009, och fick även ett bud accepterat av Portsmouth, men Johnson valde att skriva på för Liverpool. Den 6 juli 2011 förlängde Johnson sitt kontrakt med Liverpool, ett långtidskontrakt enligt klubben.
Den 12 maj 2014 blev Johnson uttagen i Englands trupp till fotbolls-VM 2014 av förbundskaptenen Roy Hodgson.

## Meriter
Chelsea FC
- Premier League 2004/2005
- Engelska Ligacupen 2004/2005

 Portsmouth FC
- FA-cupen 2008

 Liverpool FC
- Engelska Ligacupen 2011/2012